# Oplismenus undulatifolius
Oplismenus undulatifolius är en gräsart som först beskrevs av Pietro Arduino, och fick sitt nu gällande namn av Johann Jakob Roemer och Schult.. Oplismenus undulatifolius ingår i släktet Oplismenus och familjen gräs. Inga underarter finns listade i Catalogue of Life.

## Bildgalleri

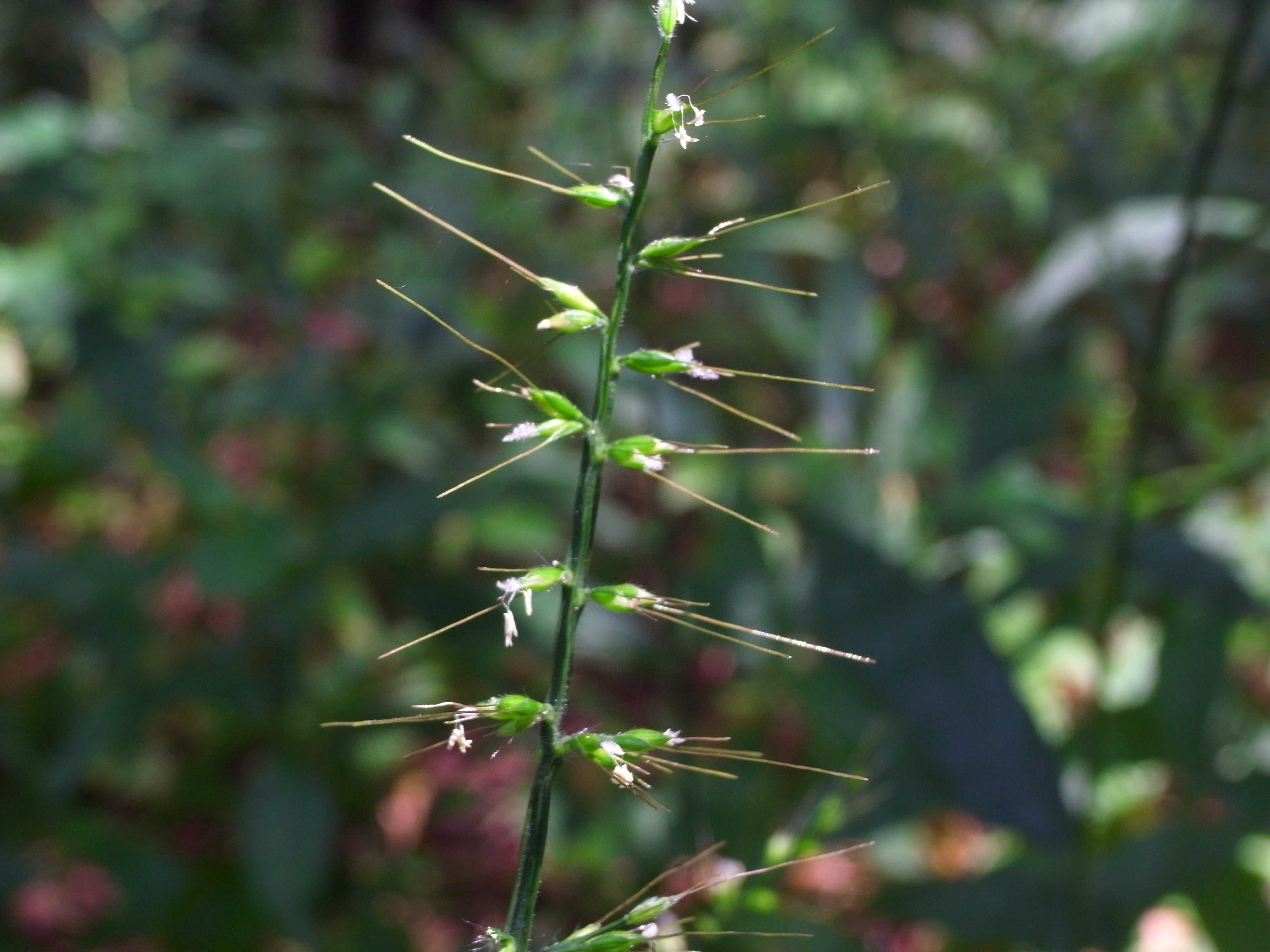
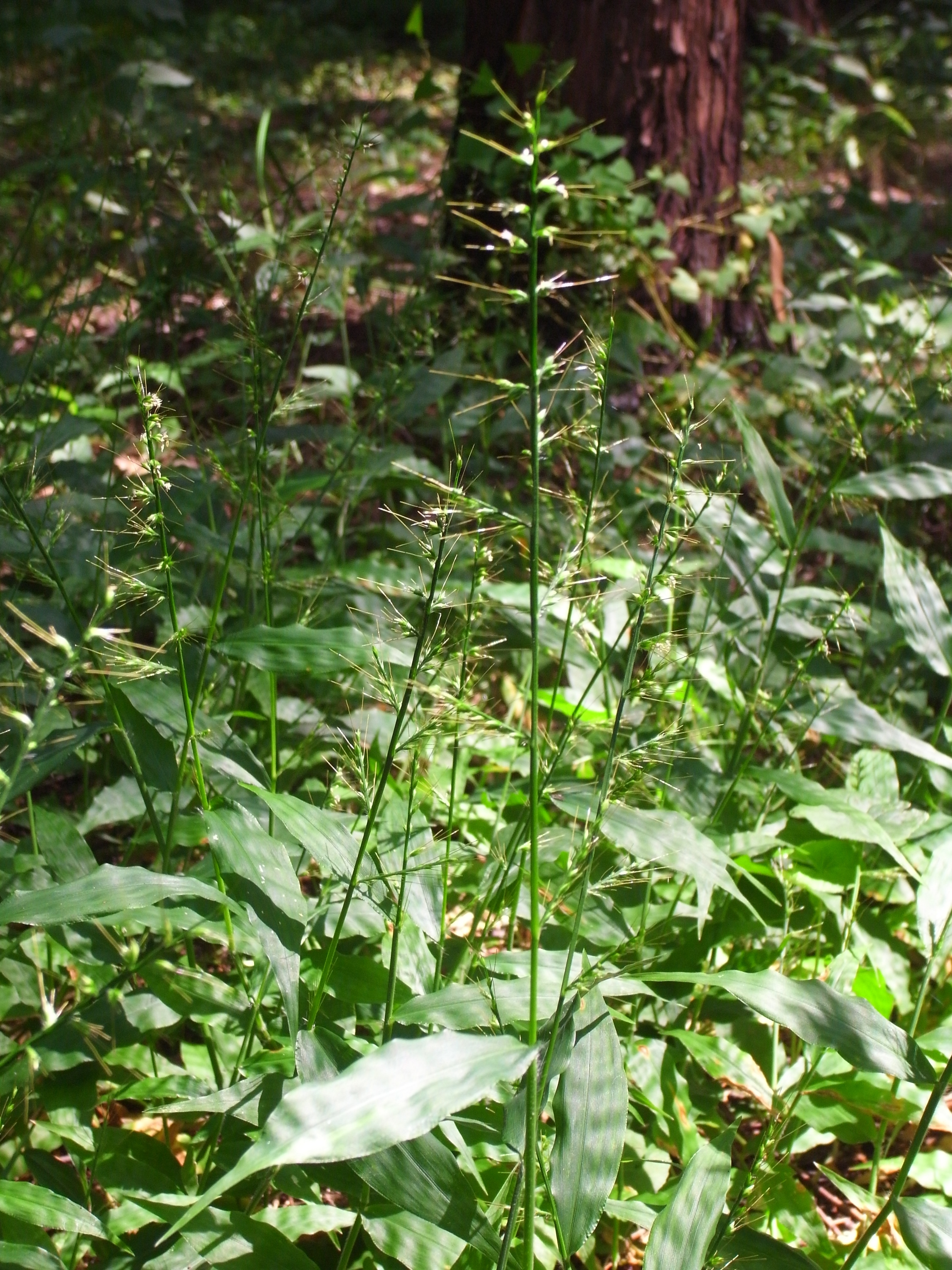
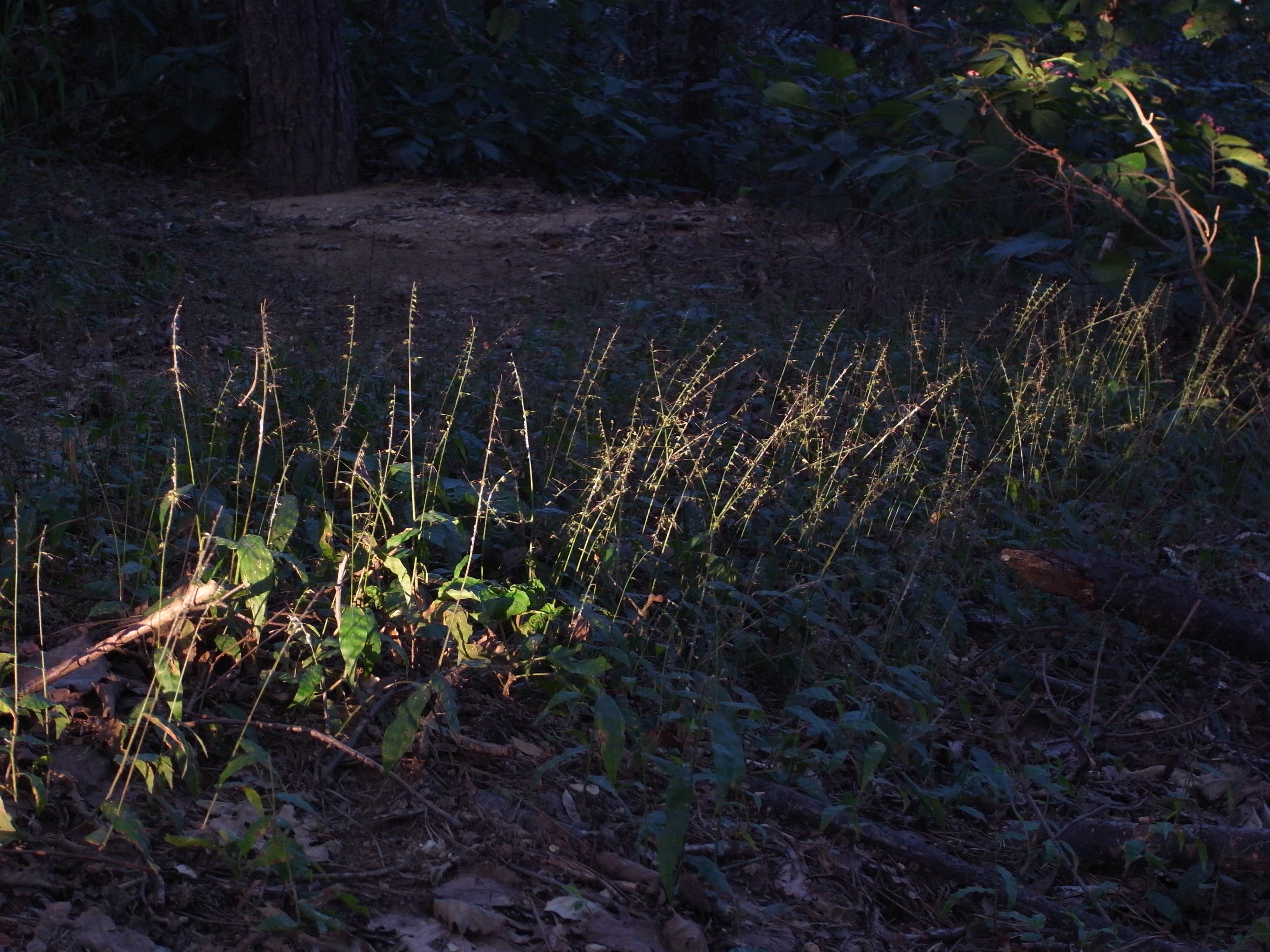
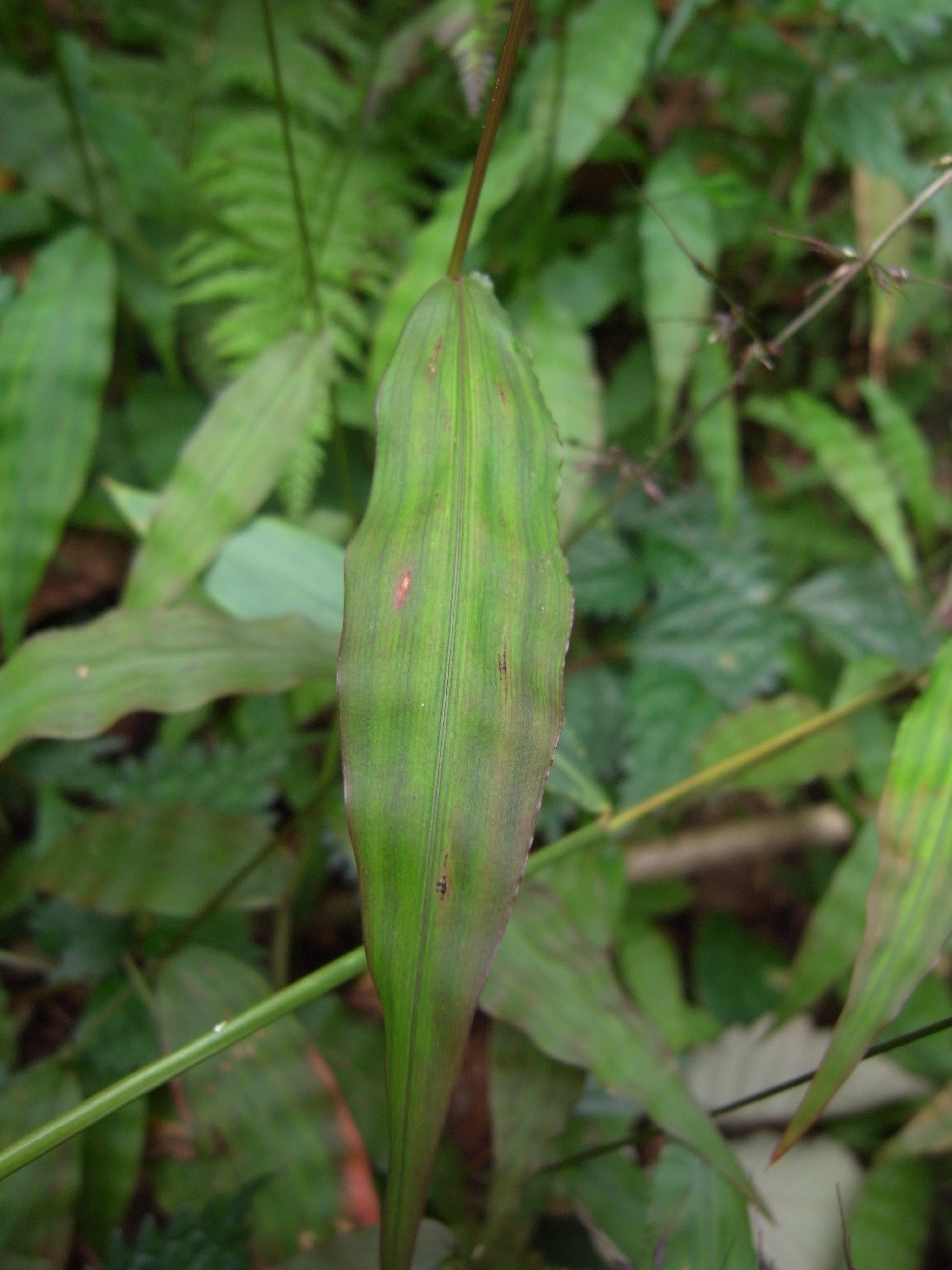